# Noorwegen op de Olympische Zomerspelen 1908
Noorwegen nam deel aan de Olympische Zomerspelen 1908 in Londen, Engeland. Na 1900 was het de tweede Noorse deelname.

## Medailleoverzicht
| Sport       | Olympiër | Discipline                      | Medaille |
| ----------- | --- | ------------------------------- | -------- |
| Schietsport | Albert Helgerud | 300m geweer 3 houdingen (m)     | Goud     |
| Schietsport | Julius Braathe Albert Helgerud Einar Liberg Olaf Sæther Ole Sæther Gudbrand Skatteboe | 300m geweer 3 houdingen team(m) | Goud     |
| Atletiek    | Arne Halse | speerwerpen (m)                 | Zilver   |
| Turnen      | Arthur Amundsen Carl Andersen Otto Authén Hermann Bohne Trygve Bøyesen Oskar Bye Conrad Carlsrud Sverre Grøner Harald Halvorsen Harald Hansen Petter Hol Eugen Ingebretsen Ole Iversen Per Jespersen Sigge Johannessen Nicolai Kiær Carl Klæth Thor Larsen Rolf Lefdahl Hans Lem Anders Moen Frithjof Olsen Carl Pedersen Paul Pedersen Sigvard Sivertsen John Skrataas Harald Smedvik Andreas Strand Olaf Syvertsen Thomas Thorstensen | team (m)                        | Zilver   |
| Worstelen   | Jacob Gundersen | +73kg vrije stijl (m)           | Zilver   |
| Atletiek    | Edvard Larsen | hink-stap-springen (m)          | Brons    |
| Atletiek    | Arne Halse | speerwerpen vrije stijl (m)     | Brons    |
| Schietsport | Ole Sæther | 300m geweer 3 houdingen (m)     | Brons    |

## Deelnemers en resultaten

### Atletiek
| Olympiër             | Discipline                  | Resultaat    | Prestatie                          |
| -------------------- | --------------------------- | ------------ | ---------------------------------- |
| Nils Dahl            | 100m (m)                    | DNS          | series: niet gestart               |
| Oscar Guttormsen     | 100m (m)                    | series       | serie 2: 2de in 12,0               |
| John Johansen        | 100m (m)                    | series       | serie 5: 2de in 11,7               |
| Oscar Guttormsen     | 200m (m)                    | halve finale | serie 14: 1ste halve finale 1: 4de |
| Oscar Guttormsen     | 400m (m)                    | series       | serie 5: 2de in 52,4               |
| Carl Alfred Pedersen | 400m (m)                    | halve finale | series: niet gestart               |
| Nils Dahl            | 1500m (m)                   | series       | serie 1: 7de                       |
| Oscar Larsen         | 1500m (m)                   | series       | serie 8: 4de                       |
| Wilhelm Blystad      | 110m horden (m)             | DNF          | serie 11: niet gefinisht           |
| Oscar Guttormsen     | 110m horden (m)             | series       | serie 12: 2de in 18,2              |
| Edvard Larsen        | verspringen (m)             | DNS          | niet gestart                       |
| Henry Olsen          | verspringen (m)             | 21-32e       |                                    |
| Oscar Guttormsen     | hink-stap-springen (m)      | 14e          | 13,16m                             |
| Edvard Larsen        | hink-stap-springen (m)      | Brons        | 14,39m                             |
| Henry Olsen          | hink-stap-springen (m)      | 13e          | 13,17m                             |
| Otto Monsen          | hoogspringen (m)            | DNF          | geen geldige poging                |
| Henry Olsen          | hoogspringen (m)            | 13e          | 1,72m                              |
| Erling Hansson       | polsstokhoogspringen (m)    | DNS          | niet gestart                       |
| Arne Halse           | kogelstoten (m)             | 9-25e        |                                    |
| John Falchenberg     | discuswerpen (m)            | 12-42e       |                                    |
| Arne Halse           | speerwerpen (m)             | Zilver       | 50,57m                             |
| John Johansen        | speerwerpen (m)             | 8-16e        |                                    |
| Wilhelm Blystad      | verspringen staand (m)      | DNF          | niet gestart                       |
| Wilhelm Blystad      | hoogspringen staand (m)     | 8e           | 1,42m                              |
| Conrad Carlsrud      | speerwerpen vrije stijl (m) | 10-33e       |                                    |
| Arne Halse           | speerwerpen vrije stijl (m) | Brons        | 49,73m                             |
| John Johansen        | speerwerpen vrije stijl (m) | 10-33e       |                                    |
| Jonas Lie            | speerwerpen vrije stijl (m) | DNS          | niet gestart                       |

### Roeien
| Olympiër | Discipline | Resultaat | Prestatie                        |
| --- | ---------- | --------- | -------------------------------- |
| Otto Krogh Erik Bye Ambrosius Høyer Gustav Hæhre Emil Irgens Hannibal Fegth Wilhelm Hansen Annan Knudsen Ejnar Tønsager | acht (m)   | 5e        | 1ste ronde: V van Canada: 8.16,7 |

### Schermen
| Olympiër       | Discipline | Resultaat | Prestatie                                   |
| -------------- | ---------- | --------- | ------------------------------------------- |
| Hans Bergsland | degen (m)  | 45e       | 1ste ronde groep D: 2de met 3 overwinningen |

### Schietsport
| Olympiër                                                                                          | Discipline                      | Resultaat | Prestatie      |
| ------------------------------------------------------------------------------------------------- | ------------------------------- | --------- | -------------- |
| Julius Braathe                                                                                    | 300m geweer 3 houdingen (m)     | 6e        | 851 punten     |
| Georg Erdmann                                                                                     | 300m geweer 3 houdingen (m)     | 13e       | 821 punten     |
| Mathias Glomnes                                                                                   | 300m geweer 3 houdingen (m)     | 47e       | 563 punten     |
| Albert Helgerud                                                                                   | 300m geweer 3 houdingen (m)     | Goud      | 909 punten     |
| Kolbjørn Kvam                                                                                     | 300m geweer 3 houdingen (m)     | 19e       | 777 punten     |
| Per Olaf Olsen                                                                                    | 300m geweer 3 houdingen (m)     | 26e       | 752 punten     |
| Olaf Sæther                                                                                       | 300m geweer 3 houdingen (m)     | 8e        | 830 punten     |
| Ole Sæther                                                                                        | 300m geweer 3 houdingen (m)     | Brons     | 883 punten     |
| Olivius Skymoen                                                                                   | 300m geweer 3 houdingen (m)     | 24e       | 760 punten     |
| Jørgen Bru                                                                                        | 1000m yards geweer (m)          | 28e       | 82 punten      |
| Asmund Enger                                                                                      | 1000m yards geweer (m)          | 41e       | 58 punten      |
| Georg Erdmann                                                                                     | 1000m yards geweer (m)          | 40e       | 61 punten      |
| Mathias Glomnes                                                                                   | 1000m yards geweer (m)          | 47e       | 26 punten      |
| Kolbjørn Kvam                                                                                     | 1000m yards geweer (m)          | 41e       | 58 punten      |
| Olivius Skymoen                                                                                   | 1000m yards geweer (m)          | DNF       | niet gefinisht |
| Julius Braathe Albert Helgerud Einar Liberg Olaf Sæther Ole Sæther Gudbrand Skatteboe             | 300m geweer 3 houdingen team(m) | Goud      | 5055 punten    |
| Ole Sæther Einar Liberg Gudbrand Gudbrandsen Skatteboe Albert Helgerud Mathias Glomnes Jørgen Bru | militair geweer team (m)        | 6e        | 2192 punten    |

### Turnen
| Olympiër | Discipline               | Resultaat | Prestatie    |
| --- | ------------------------ | --------- | ------------ |
| Conrad Carlsrud | individuele meerkamp (m) | 84e       | 124 punten   |
| Petter Hol | individuele meerkamp (m) | 70e       | 152,5 punten |
| Eugen Ingebretsen | individuele meerkamp (m) | 94e       | 109 punten   |
| Ole Iversen | individuele meerkamp (m) | 82e       | 117 punten   |
| Per Mathias Jespersen | individuele meerkamp (m) | 87e       | 120,5 punten |
| Carl Klæth | individuele meerkamp (m) | 76e       | 142 punten   |
| Frithjof Olsen | individuele meerkamp (m) | 82e       | 127,5 punten |
| John Skrataas | individuele meerkamp (m) | 67e       | 154,5 punten |
| Arthur Amundsen Carl Andersen Otto Authén Hermann Bohne Trygve Bøyesen Oskar Bye Conrad Carlsrud Sverre Grøner Harald Halvorsen Harald Hansen Petter Hol Eugen Ingebretsen Ole Iversen Per Jespersen Sigge Johannessen Nicolai Kiær Carl Klæth Thor Larsen Rolf Lefdahl Hans Lem Anders Moen Frithjof Olsen Carl Pedersen Paul Pedersen Sigvard Sivertsen John Skrataas Harald Smedvik Andreas Strand Olaf Syvertsen Thomas Thorstensen | team (m)                 | Zilver    | 425 punten   |

### Worstelen
| Olympiër        | Discipline  | Resultaat   | Prestatie |
| Vrije stijl     | Vrije stijl | Vrije stijl | Vrije stijl |
| --------------- | ----------- | ----------- | --- |
| Jacob Gundersen | +73kg (m)   | Zilver      | 1ste ronde: W van GBR West kwartfinale: W van GBR Humpreys halve finale: W van GBR Nixson finale: V van GBR O'Kelly |

### Zeilen
| Olympiër                                                                  | Discipline | Resultaat | Prestatie |
| ------------------------------------------------------------------------- | ---------- | --------- | --------- |
| Johan Anker Einar Hvoslef Hagbart Steffens Magnus Konow Eilert Falch-Lund | 8m klasse  | 4e        |           |

Argentinië · Australazië · België · Bohemen · Canada · Denemarken · Duitsland · Finland · Frankrijk · Griekenland · Groot-Brittannië · Hongarije · Italië · Nederland · Noorwegen · Oostenrijk · Rusland · Turkije · Verenigde Staten · Zuid-Afrika · Zweden · Zwitserland